# 黑虎山水库 (襄阳)
黑虎山水库是中国湖北省襄阳市老河口市境内的一座水库，位于杜梅河上游，建于1965年。水库正常库容为682万立方米，集雨面积为17.4平方千米，海拔为177.5米。